# 도네츠크
도네츠크(우크라이나어: Доне́цьк IPA: [doˈnɛt͡sʲk], 러시아어: Доне́цк IPA: [dɐˈnʲet͡sk], 문화어: 도네쯔크)는 우크라이나 동부에 위치한 도시로 도네츠크주의 주도이다.
1869년 영국 웨일스 출신의 사업가 존 휴즈(John Hughes)가 이 곳에 금속 공장을 설립했으며 나중에 유좁카(러시아어: Юзовка)라는 이름의 도시가 설립된다. 1924년 이오시프 스탈린에서 유래된 도시 이름인 스탈리노(러시아어: Сталино)로 바뀌었고 1961년 스탈린 격하 운동에 따라 지금과 같은 이름으로 바뀌어 오늘에 이른다. 2014년 이후부터 도네츠크 인민공화국이 장악하고 있다.

## 역사
도네츠크는 1869년 러시아 제국의 알렉산드롭카(우크라이나어: Олександрівка 올렉산드리우카[*])에 영국 웨일스 출신의 사업가 존 휴스가 금속 공장과 탄광을 개설함에 따라 생겨났다. 처음에 이 도시는 유좁카(러시아어: Юзовка; 우크라이나어: Юзівка 유지우카[*])로 불렸다. 초창기에는 웨일스, 특히 머서티드빌로부터 많은 이주자를 받아들였다. 20세기 초에 유좁카는 5만의 인구를 가졌다. 또한 1917년에 도시의 자격을 얻었다.
러시아 내전 당시에 유좁카는 도네츠크-크리보이로크 소비에트 공화국의 일부가 되었다. 1924년에는 이오시프 스탈린의 이름을 딴 스탈린이 되었고 그 해의 인구는 63,708명, 다음 해에는 80,085명을 기록했다. 1929년~1931년 사이에 도시의 이름은 스탈리노로 바뀌었다. 1931년에 상수도 시스템이 개통되었다. 1933년 7월에 우크라이나 소비에트 사회주의 공화국 도네츠크주의 주도(州都)가 되었다.
제2차 세계 대전 시작점에서 스탈리노의 인구는 50만 7천 명이었으나, 전쟁 직후에는 불과 17만 5천이었다. 나치가 바르바로사 작전을 개시하여 소련을 침공했을 때 이 도시는 거의 파괴되었고, 전쟁 이후 대규모로서 거의 재건되었다. 나치는 이 도시를 1941년 10월 16일부터 1943년 9월 5일까지 점령했다. 이탈리아군도 스탈리노 점령에 참여하였다.
니키타 흐루쇼프가 주도한 스탈린 격하 운동의 두번째 시기였던 1961년 11월에 이 도시의 이름은 돈강의 지류인 세베르스키도네츠 강의 이름을 따서 도네츠크로 바뀌었다.
2014년 우크라이나 친러시아 반란이 진행 중이던 4월 7일 주 정부 청사를 점거한 친러시아 시위대들이 도네츠크 인민 공화국의 수립을 선언했고, 5월 11일 독립 여부를 묻는 주민투표가 진행되었다. 5월 24일 도네츠크 인민 공화국은 노보로시야 연방국의 일부가 되었다.

### 관련 사진

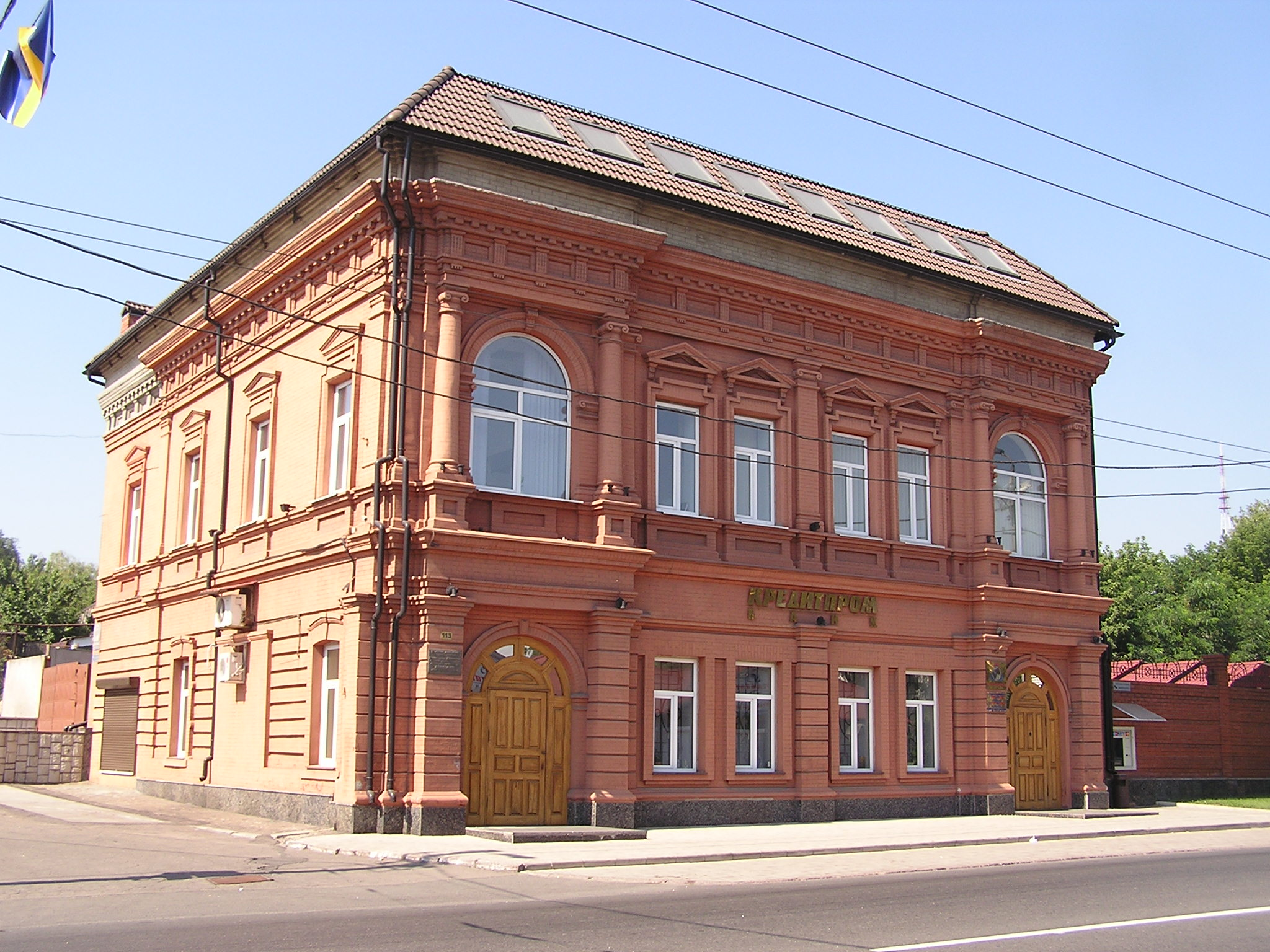
유좁카에서 영국인 학교로 사용되었던 건물
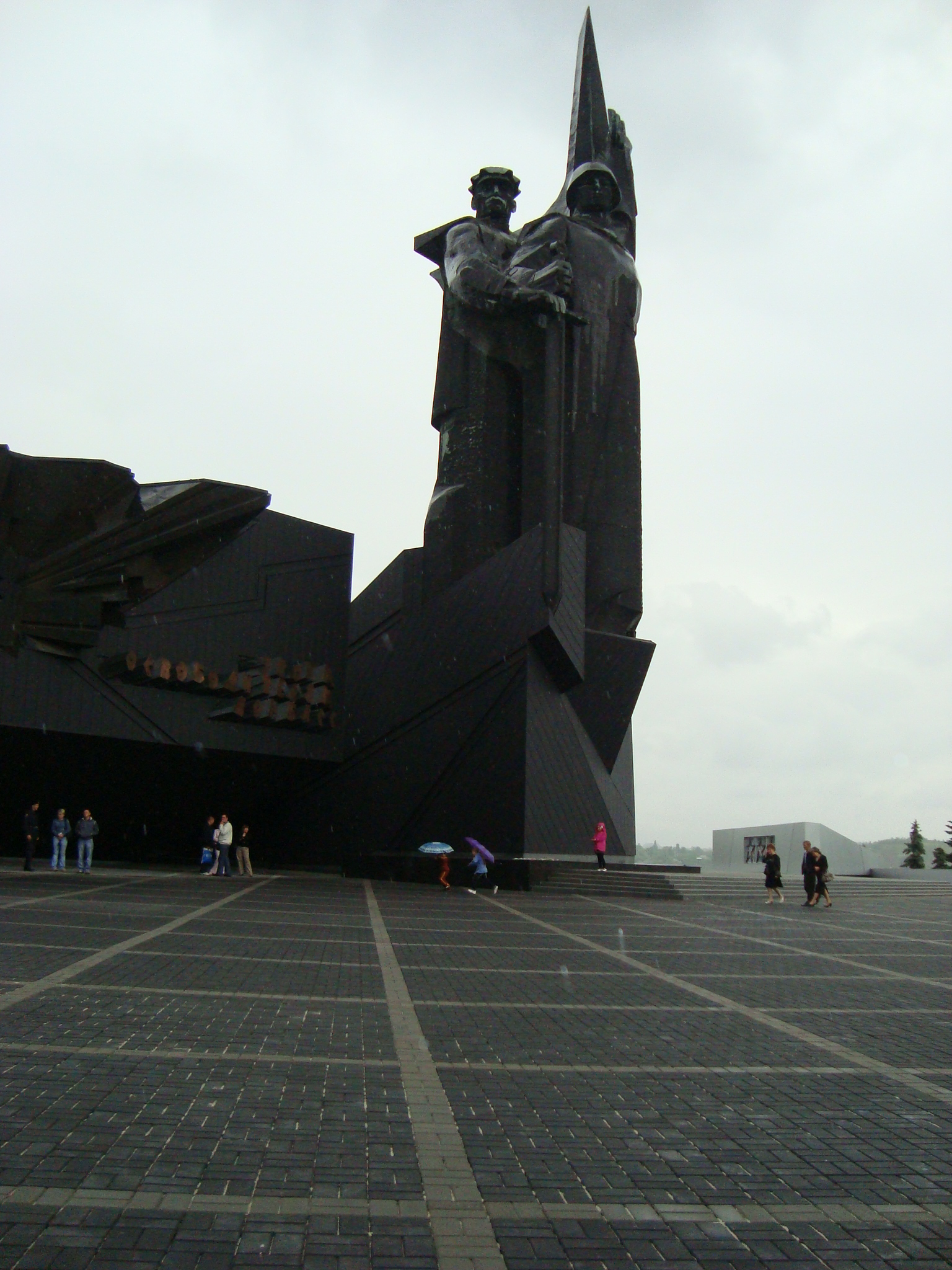
독소전 때 활약했던 돈바스 해방자 기념물
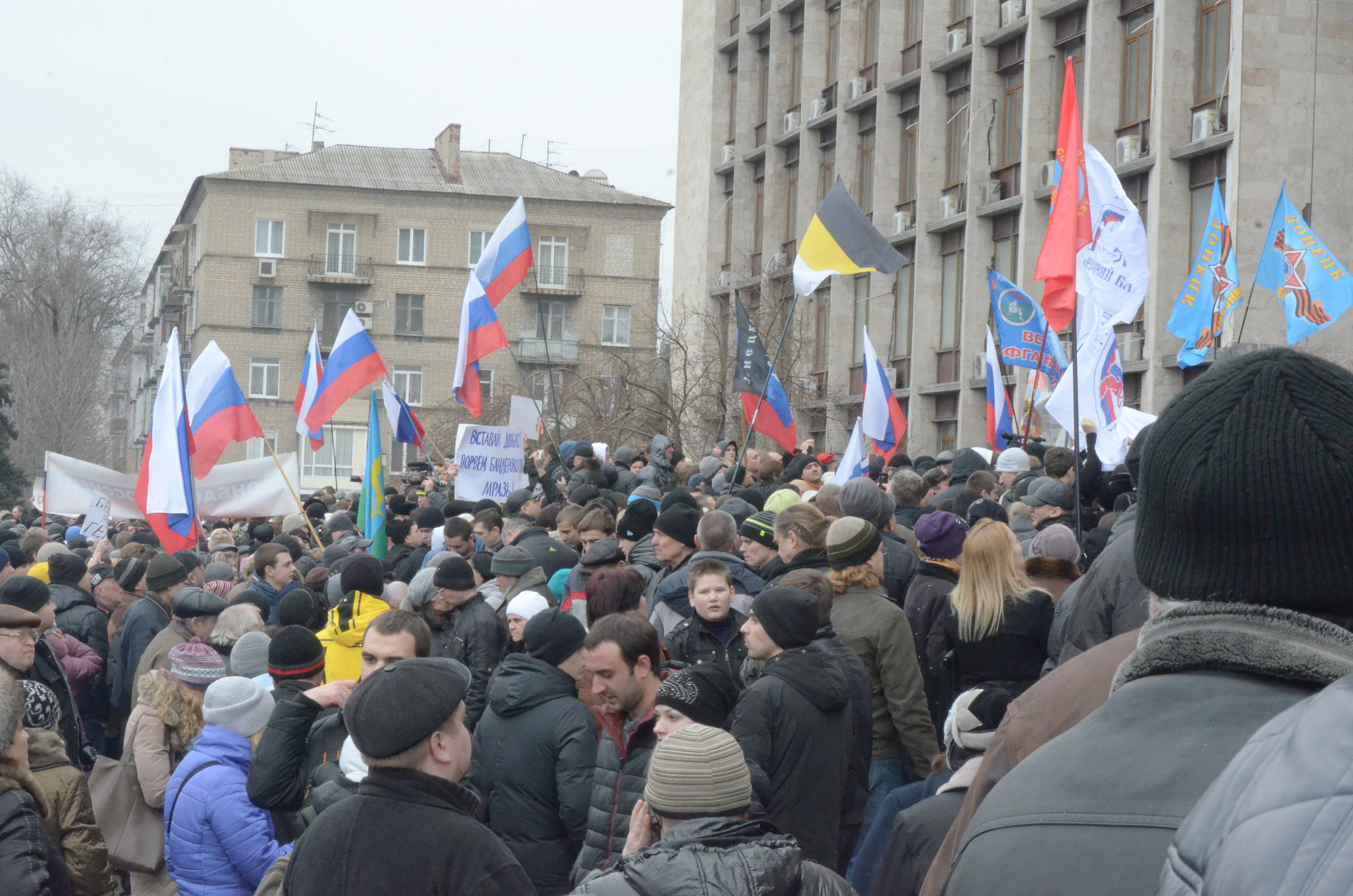
2014년 3월 1일 도네츠크 주 정부 청사 앞에서 벌어진 안티마이단 시위

## 지세·산업
우크라이나에서 가장 큰 공업도시이다. 돈바스 지방의 중심지이고, 채탄, 코크스화학, 제철, 기계제조(탄광용·제철용)가 성하다. 가까운 도시로는 동쪽으로 10킬로미터 떨어진 마키이우카와 북쪽으로 60킬로미터 떨어진 코스탼티니우카 등을 들 수 있다.

## 행정구(괄호 안은 러시아식 이름)
1. 부됴니우스키 구 Будьонівський район (부됴노프스키 구)
2. 보로실로우스키 구 Ворошиловський район (보로실로프스키 구)
3. 칼리닌스키 구 Калінінський район (칼리닌스키 구)
4. 키이우스키 구 Київський район (키예프스키 구)
5. 키로우스키 구 Кировський район (키로프스키 구)
6. 쿠이비셰우스키 구 Куйбишевський район (쿠이비셰프스키 구)
7. 레닌스키 구 Ленінський район (레닌스키 구)
8. 페트리우스키 구 Петрівський район (페트로프스키 구)
9. 프롤레타르스키 구 Пролетарський район (프롤레타르스키 구)

## 인구

### 민족
중부와 서부 우크라이나에서는 거의 대부분이 우크라이나어를 사용하고 있는 반면 이곳 도네츠크와 돈바스 지역의 주민 거의 대부분은 러시아어 사용자이다. 2001년 우크라이나 인구 조사에 의하면, 도네츠크 주의 우크라이나인들은 56.9%, 러시아인들은 38.2%이다. 돈바스에서는 러시아어를 사용하는 주민이 거의 대부분이다.

## 스포츠
샤흐타르 도네츠크가 이 도시를 연고로 하는 프로축구팀이다.

## 기후
| Donetsk 1981–2010의 기후 | Donetsk 1981–2010의 기후 | Donetsk 1981–2010의 기후 | Donetsk 1981–2010의 기후 | Donetsk 1981–2010의 기후 | Donetsk 1981–2010의 기후 | Donetsk 1981–2010의 기후 | Donetsk 1981–2010의 기후 | Donetsk 1981–2010의 기후 | Donetsk 1981–2010의 기후 | Donetsk 1981–2010의 기후 | Donetsk 1981–2010의 기후 | Donetsk 1981–2010의 기후 | Donetsk 1981–2010의 기후 |
| 월                       | 1월                      | 2월                      | 3월                      | 4월                      | 5월                      | 6월                      | 7월                      | 8월                      | 9월                      | 10월                     | 11월                     | 12월                     | 연간                     |
| ------------------------ | ------------------------ | ------------------------ | ------------------------ | ------------------------ | ------------------------ | ------------------------ | ------------------------ | ------------------------ | ------------------------ | ------------------------ | ------------------------ | ------------------------ | ------------------------ |
| 역대 최고 기온 °C (°F)   | 12.2 (54.0)              | 16.0 (60.8)              | 21.3 (70.3)              | 31.0 (87.8)              | 34.6 (94.3)              | 38.0 (100.4)             | 37.8 (100.0)             | 39.1 (102.4)             | 33.9 (93.0)              | 32.7 (90.9)              | 20.5 (68.9)              | 15.0 (59.0)              | 39.1 (102.4)             |
| 일평균 최고 기온 °C (°F) | −1.3 (29.7)              | −0.9 (30.4)              | 5.3 (41.5)               | 14.5 (58.1)              | 20.9 (69.6)              | 24.8 (76.6)              | 27.3 (81.1)              | 26.8 (80.2)              | 20.7 (69.3)              | 13.1 (55.6)              | 4.7 (40.5)               | −0.3 (31.5)              | 13.0 (55.4)              |
| 일일 평균 기온 °C (°F)   | −4.1 (24.6)              | −4.1 (24.6)              | 1.3 (34.3)               | 9.4 (48.9)               | 15.4 (59.7)              | 19.3 (66.7)              | 21.6 (70.9)              | 20.8 (69.4)              | 15.1 (59.2)              | 8.5 (47.3)               | 1.6 (34.9)               | −2.9 (26.8)              | 8.5 (47.3)               |
| 일평균 최저 기온 °C (°F) | −6.7 (19.9)              | −7.0 (19.4)              | −2.1 (28.2)              | 4.6 (40.3)               | 10.0 (50.0)              | 13.8 (56.8)              | 15.9 (60.6)              | 15.0 (59.0)              | 10.0 (50.0)              | 4.5 (40.1)               | −1.1 (30.0)              | −5.4 (22.3)              | 4.3 (39.7)               |
| 역대 최저 기온 °C (°F)   | −32.2 (−26.0)            | −31.1 (−24.0)            | −21.0 (−5.8)             | −10.6 (12.9)             | −2.4 (27.7)              | 2.1 (35.8)               | 6.0 (42.8)               | 2.2 (36.0)               | −6.0 (21.2)              | −10.0 (14.0)             | −22.2 (−8.0)             | −28.5 (−19.3)            | −32.2 (−26.0)            |
| 평균 강수량 mm (인치)    | 37 (1.5)                 | 32 (1.3)                 | 34 (1.3)                 | 38 (1.5)                 | 46 (1.8)                 | 65 (2.6)                 | 51 (2.0)                 | 37 (1.5)                 | 36 (1.4)                 | 37 (1.5)                 | 38 (1.5)                 | 41 (1.6)                 | 492 (19.4)               |
| 평균 강우일수            | 11                       | 8                        | 10                       | 13                       | 13                       | 14                       | 11                       | 8                        | 11                       | 11                       | 13                       | 11                       | 134                      |
| 평균 강설일수            | 17                       | 17                       | 10                       | 2                        | 0                        | 0                        | 0                        | 0                        | 0                        | 2                        | 8                        | 16                       | 72                       |
| 평균 상대 습도 (%)       | 87                       | 84                       | 77                       | 66                       | 62                       | 66                       | 64                       | 60                       | 67                       | 76                       | 86                       | 88                       | 73                       |
| 출처: Pogoda.ru.net      |                          |                          |                          |                          |                          |                          |                          |                          |                          |                          |                          |                          |                          |

## 자매 도시
- 독일 보훔
- 이탈리아 타란토
- 벨기에 샤를루아
- 러시아 카잔
- 미국 피츠버그
- 벨라루스 호멜
- 조지아 쿠타이시
- 영국 셰필드
- 러시아 울란우데
- 러시아 로스토프나도누